# حامد سرلك
حامد سرلك (بالفارسية: حامد سرلک) هو لاعب كرة قدم إيراني في مركز الوسط، ولد في 11 يونيو 1989 في إيران. لعب مع نادي صنعت نفط عبادان.